# Những tấm lòng cao cả
Những tấm lòng cao cả hay Tâm hồn cao thượng (tiếng Ý: Cuore; nghĩa là Trái tim) là một cuốn tiểu thuyết trẻ em của nhà văn người Ý Edmondo De Amicis. Lấy bối cảnh trong lúc nước Ý đang thống nhất cũng như nói về đề tài yêu nước. Tiểu thuyết được xuất bản đầu tiên vào ngày 18 tháng 10, năm 1886, ngày khai trường ở Ý và trở thành một hiện tượng xuất bản ngay lập tức.
Xuyên suốt tiểu thuyết là những vấn đề xã hội như sự nghèo đói, Coure cho thấy ảnh hưởng của tư tưởng chính trị cánh tả trong những tác phẩm của Amicis (ngay sau khi viết tác phẩm này ông gia nhập Đảng xã hội Ý). Vì thế, cuốn sách đã có ảnh hưởng rất lớn ở các nước thuộc Khối Xô Viết. Mặt khác, sự cổ xúy chủ nghĩa dân tộc và lòng yêu nước cũng làm cuốn sách rất được hoan nghênh trong thời Phát xít Ý.
Bỏ qua những cái nhìn với nhãn quan chính trị, cuốn sách này được dịch ra rất nhiều ngôn ngữ (như tiếng Tây Ban Nha, tiếng Trung Hoa, tiếng Hebrew,...) và được ưa chuộng vì văn phong giản dị và ý nghĩa giáo dục về tình nhân ái.

## Cốt truyện và nhân vật
Tác phẩm được viết theo hình thức nhật ký của Enrico Bottini (là An Di trong bản dịch của Hà Mai Anh), một cậu học trò 11 tuổi học tiểu học ở Ý. Gia đình cậu thuộc tầng lớp thượng lưu trong khi nhiều bạn cùng lớp lại xuất thân từ tầng lớp lao động. Cốt truyện diễn ra theo thứ tự thời gian xuyên suốt năm lớp 3 của Enrico. Ở đó Enrico đã được tiếp xúc với những cậu bé đủ mọi tính cách như Garone là một người bạn to lớn, hào hiệp, luôn giúp đỡ mọi người, bênh vực kẻ yếu; De Rossi là một chú bé rất thông minh, luôn dẫn đầu lớp nhưng không hề kiêu căng; trong khi đó Votini lại luôn đố kị với De Rossi khiến thầy giáo phải nói với cậu ta rằng "đừng để con rắn ghen tị luồn vào trái tim, đó là một con rắn độc, nó gặm mòn khối óc và làm đồi bại trái tim." Những người bạn như Precossi, Crossi, Coretti thì sinh ra trong gia đình nghèo nhưng luôn cố gắng vươn lên trong học tập và lao động. Ngoài ra còn có những nhân vật có tính cách đặc biệt như Stacdi lầm lì, ít nói, thậm chí bố cậu đã nói với thầy phải rất kiên nhẫn vì con ông "đầu đất", vậy mà cuối cùng Stacdi trở thành một trong những học sinh giỏi nhất lớp; lại còn có tên Franti hư đốn luôn bắt nạt các bạn khác, thậm chí hỗn cả với thầy. Tuyến nhân vật người lớn cũng được xây dựng ở nhiều tính cách như thầy chủ nhiệm thì không bao giờ cười nhưng rất thương yêu học sinh, thầy Coatti dạy lớp 2 thì rất vui tính, bố mẹ Enrico thì luôn chăm sóc con hết mực, dạy cho con nhiều bài học qua những lá thư, trong khi đó bố Precossi thì luôn say rượu và đánh đập con, phải đến khi cậu bé nhận huy chương xuất sắc của lớp ông mới tỉnh ngộ,... Xen kẽ vào cuốn nhật ký của cậu bé Enrico là các truyện đọc hàng tháng (thầy giáo yêu cầu học sinh chép để đọc cho cả lớp), đây là những câu chuyện kể về tấm gương những thiếu niên dũng cảm của nước Ý, có những người hi sinh vì Tổ quốc như cậu bé trinh sát ở Lombardia, có người chết để cứu những người thân thiết như cậu bé ở Roma hay cậu bé người Sicilia, và cả những người có nhiều nghĩa cử cao đẹp,...

## Bản dịch tiếng Việt
Tác phẩm này có một số bản dịch tiếng Việt.
Bản dịch đầu tiên với nhan đề Tâm hồn cao thượng do Hà Mai Anh dịch từ bản tiếng Pháp Grands Coeurs của A.Piazzi, bản dịch đoạt "Giải thưởng Văn chương của Hội Alexandre de Rhodes Hà Nội" năm 1943, rất phổ biến trong các thập niên 1950, 1960 và có lúc được trích đoạn dùng trong sách giáo khoa lớp 7 tại miền Nam Việt Nam trước năm 1975, đến nay vẫn còn được tái bản nhiều lần, mới nhất là bởi Nhà xuất bản Thanh niên tái bản lần thứ 7 năm 2008 (bỏ một số tiểu truyện). Tại miền Nam Việt Nam, trước năm 1975, bản dịch này đã gây những ấn tượng sâu xa trong thế hệ niên thiếu của thời đó, được xem như một cuốn "luân lý giáo khoa thư" của thế kỷ 20. Nhà khoa học Nguyễn Xuân Vinh đã coi cuốn sách Tâm hồn cao thượng với bản dịch tiếng Việt của nhà giáo Hà Mai Anh là "cuốn sách đã ảnh hưởng nhiều nhất từ trước tới nay" đến ông. Ông Nguyễn Xuân Vinh viết về cuốn sách này:
"...Những câu chuyện ở học đường, và trong gia đình, về các thầy giáo, cô giáo và bè bạn của An-Di, những mẩu chuyện vui hay buồn đã xảy ra trong thành phố cổ xưa này đã được kể lại trong sách bằng một văn phong giản dị và trong sáng, thắm đặm tình người.... đặc biệt là cuốn truyện đầu tiên bằng tiếng Việt tôi được đọc, tả cuộc đời của cậu bé An-Di trong một năm học ở lớp Ba, đã cho tôi nhiều bài học về lòng thương người, phương cách cư xử chung thủy với bè bạn, và hiếu kính với mẹ cha..."
Một bản dịch khác là Những tấm lòng cao cả do Hoàng Thiếu Sơn dịch, được Nhà xuất bản Phụ nữ ấn hành lần đầu năm 1977, được tái bản nhiều lần.
Mẫu truyện Mẹ tôi trong cuốn tiêu thuyết được đưa vào sách giáo khoa Ngữ Văn lớp 7, tập 1.